# Toumeyella liriodendri
Toumeyella liriodendri är en insektsart som först beskrevs av Gmelin 1790.  Toumeyella liriodendri ingår i släktet Toumeyella och familjen skålsköldlöss. Inga underarter finns listade i Catalogue of Life.